# 科迪·莊臣
科迪·莊臣（挪威語：Frode Johnsen，1974年3月17日—）是一名挪威足球員，現在於日本職業足球聯賽球隊清水心跳中效力。
莊臣的球員生涯於Skotfoss IL開始，但直至1999年奧特格寧蘭收購之前都未曾在 挪威足球超級聯賽 的比賽中上陣，當時莊臣已經25歲了。2000年，莊臣轉會到洛辛堡，用來代替約翰·卡維。莊臣身高1米88，所以他有著良好的頂上功夫。2005年，皇家馬略卡和布拉格斯巴達都對莊臣有興趣。
2006年7月，莊臣離開挪威，轉到日本加盟名古屋鯨魚，並簽了18個月的合約。2006年7月29日，他第一次替球隊上陣，對手是千葉市原，莊臣打進了2球，助球隊以3-2險勝對手。
莊臣在成為球員之前曾修讀警察課程，因加盟洛辛堡而放棄學業。

## 外部連結
- Player profile from RBKweb （页面存档备份，存于）
- Player profile from RBKweb (nor) （页面存档备份，存于）
- Player profile from Playerhistory.com （页面存档备份，存于）